# Требник Петра Могили
Тре́бник Петра́ Моги́ли — староцерковнослов'янський требник, богослужбова книга, яку в 1646 році видала друкарня Києво-Печерської лаври. Впорядкована київським митрополитом Петром Могилою. Містить тексти церковних служб і порядок проведення молитов і таїнств — так званих «треб».

## Назви
- «Евхологіон, альбо Молитвослов, или Требник» (ΕΥΧΟΛΟΓΙωΝ албо молитвословъ или трєбникъ) — повна назва.
- «Требник Петра Могили» — коротка назва.

## Історія
Требник уклали Петро Могила й інші представники духовенства на основі грецьких евхологіонів та древніх слов'янських, із введенням деяких молитов та обрядів, з пояснювальними примітками, із католицького требника, виданого 1615 року при папі Павлі V. Митрополит і його помічники здійснили масштабну редакційну роботу, добираючи пастирські чини з церковнослов'янських і грецьких текстів, доповнюючи їх іноді перекладами треб з католицького ритуалу, а іноді й створюючи певні елементи самотужки. Зокрема, з наведених у книзі 126 чинів, 37 були новими, а 20 з них — невідомі ані в грецьких, ані в слов'янських традиціях.
У «Требнику» не лише містилися молитви й детальний виклад обрядів, але й роз'яснювалося їхнє літургічне і канонічне значення, надавалися догматичні, обрядові та казуїстичні настанови для священника. Видання мало на меті впорядкувати організацію церковних служб, захистити церковну обрядність від хиб та помилок.
Книга стала першим подібним виданням у східнослов'янському православному світі та набула поширення не лише в межах Речі Посполитої, а й в усій Східній і Центральній Європі. Требник неодноразово перевидавався (повністю або скорочено), зокрема у Придунайських князівствах та Львові. Так, у передмові до львівського «Требника» 1695 року вказувалося, що редактори потрудилися зібрати найнеобхідніше з «Великого Требника» Петра Могили у меншому виданні задля меншої вартості книги та кращого її розуміння.
Після приєднання Київської митрополії до Московського патріархату деякі статті із требника Петра Могили були внесені в богослужбові книги, що друкувалися у Москві.
Над ілюстраціями до «Требника» працював відомий український гравер Ілля, що створив близько 500 гравюр, зокрема до «Псалтиря» (1637), «Анфологіону» (1638), «Октоїху» (1639) Михайла Сльозки, «Ілюстрованої Біблії» (1645—1649), «Печерського Патерика» (1661) та ін.

## Оцінки
Відомий історик церкви Іван Огієнко оцінював «Требник» Петра Могили як «вінець праці як самого Могили, так і Печерської друкарні».
Тарас Шевченко у своєму «Щоденнику» в записі від 15 липня 1857 так порівнював «Требник» із найновішим требником Російської православної церкви:

## Видання
- Евхологіон, альбо Молитвослов или Требник. У 3 томах. K., 1646
- Требник. У 3 томах. Канберра; Мюнхен; Париж. (репринт 1988 року)
- Требник Петра Могили 1646. У 3 томах. Київ. (репринт 1996 року)